# Calicalic malgache
Calicalicus madagascariensis
Espèce
Statut de conservation UICN

 LC  : Préoccupation mineure
Le Calicalic malgache (Calicalicus madagascariensis), dit aussi Vanga à queue rousse, est l'une des plus petites espèces de passereaux de la famille des vangidés.

## Description
Le Calicalic malgache mesure de 13,5 à 14 cm.

## Alimentation
Comme la plupart des Vangidae, cet oiseau consomme exclusivement des proies animales : insectes de taille moyenne et petite (orthoptères, coléoptères et chenilles) et petits vertébrés (caméléons).

## Répartition
Cette espèce est endémique de Madagascar.